# 挖角彝族藏族乡
挖角彝族藏族乡，是中华人民共和国四川省雅安市石棉县曾经下辖的一个民族乡。2019年12月，撤销挖角彝族藏族乡和田湾彝族乡，设立王岗坪彝族藏族乡，以原挖角彝族藏族乡和原田湾彝族乡所属行政区域为王岗坪彝族藏族乡行政区域。

## 行政区划
挖角彝族藏族乡撤銷前下辖以下地区：
挖角村、新桥村和勤劳村。